# سفخوز

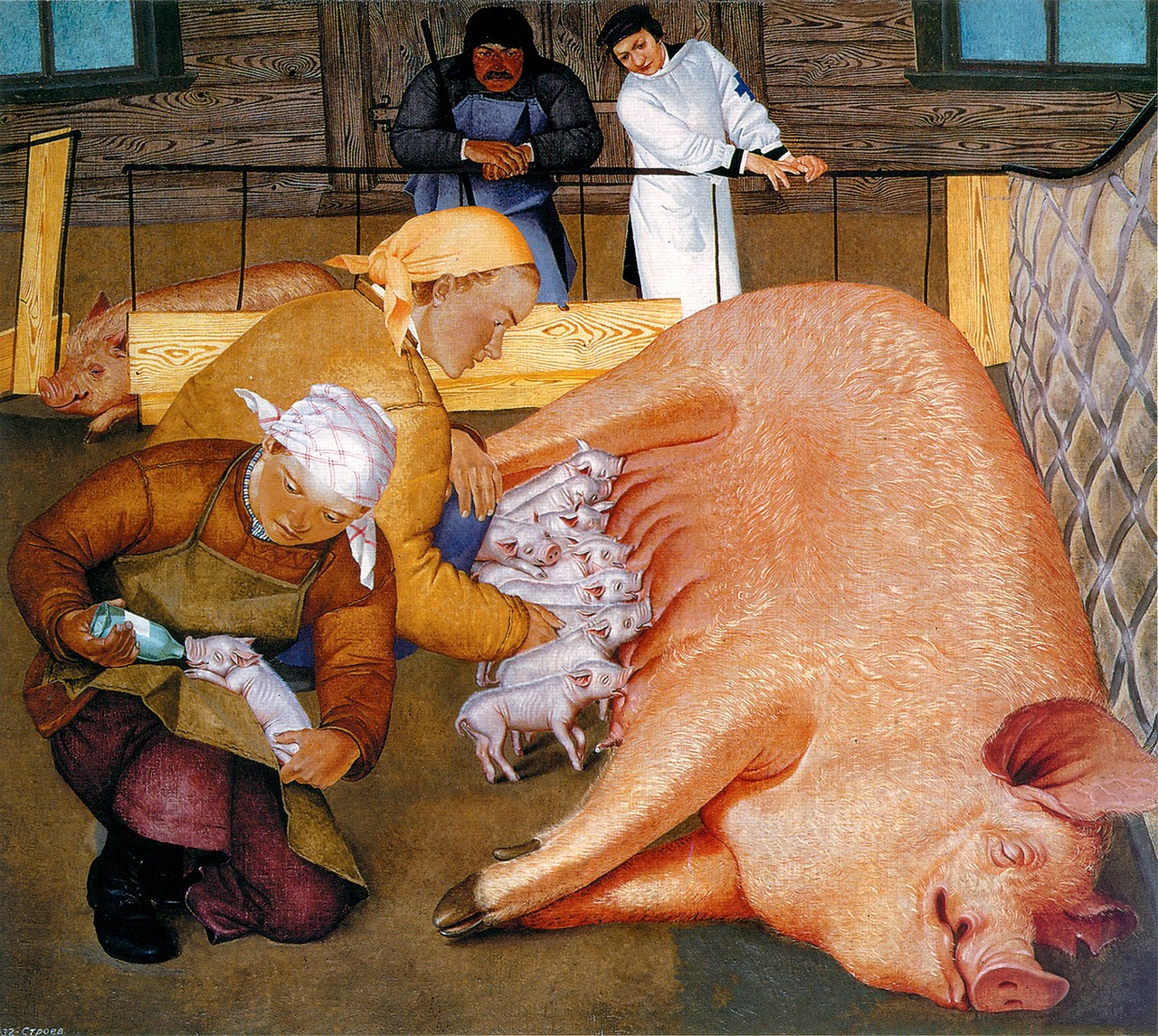
لوحة تعبر عن الواقعية الإشتراكية عام 1932، "في سوفخوز لتربية الخنازير"

سفخوز (بالروسية: совхо́з)‏ كلمة روسية تدل على شكل من أشكال المزارع الآلية المملوكة للدولة في الاتحاد السوفيتي.
السفخوز عكس الكولخوز (kolkhoz)، حيث الكولخوزهي مزرعة مملوكة جماعيًا.

## تاريخ
بدأ العمل في المزارع داخل الاتحاد السوفيتي في عام 1918 كتطبيق أيديولوجي على «الزراعة الاشتراكية من الطراز الأول».
اعتُبرت الكولوخوز Kolkhozes ، أو المزارع الجماعية، لفترة طويلة كمرحلة انتقالية تساعد إلى بدء العمل بسياسة المزارع الحكومية. يعرف الكولخوز كمجموعة مزارع فردية صغيرة تم جمعها معًا في هيكل تعاوني، اما السوفخوز ينشأ من قبل الدولة على الأراضي المصادرة من العقارات الكبيرة السابقة (أو ما يسمى أراضي الدولة الاحتياطية، التي تُركت بعد توزيع الأراضي على الأفراد)، ويعين سكان الريف ممن لا يملكون أراضي كعمال في السوفخوز. وكانت الأجور للعاملين في السوفخوز تدفع بشكل منظم، في حين أن نظام الأجور في كولخوز كان يعتمد على أسلوب التوزيع التعاوني لأرباح المزارع (النقدية والعينية) بين الأعضاء. في كلا النوعين من المزارع، منع نظام جوازات السفر الداخلية انتقال العاملين والأفراد من المناطق الريفية إلى المناطق الحضرية. وبالتالي أصبح المزارعون مرتبطين بسفكوزهم أو كولخوزهم، لهذا السبب وصفه البعض بنظام «العبودية الجديدة».
في عام 1990، كان لدى الاتحاد السوفيتي 23500 سوفخوزي، أي 45٪ من العدد الإجمالي للمزارع الجماعية والحكومية معاً. كان متوسط حجم مزارع السوفخوز 15300 هكتار (153 كم 2)، أي ما يقارب ثلاثة أضعاف متوسط حجم مزارع الكولخوز (5900 هكتار أو 59 كم 2 في 1990). كانت مزارع سوفخوز سائدة أكثر في الجزء الآسيوي من الاتحاد السوفيتي.
خلال الحقبة الانتقالية في التسعينيات، أعيد تنظيم العديد من مزارع الدولة باستخدام إجراءات المساهمة المشتركة، لكن الرفض للتملك الخاص الأراضي ما زال قائماً على الرغم من أن تطوير أسواق الأراضي.

## في دول أخرى
- أنغولا
- الصين
- تشيكوسلوفاكيا (jednotné zemědělské družstvo)
- ألمانيا الشرقية (Volkseigenes Gut)
- أثيوبيا
- منغوليا
- موزمبيق [4]
- بولندا (państwowe gospodarstwo rolne)